# Oihus
Oihus is een kevergeslacht uit de familie van de boktorren (Cerambycidae). De wetenschappelijke naam van het geslacht werd voor het eerst geldig gepubliceerd in 1952 door Dillon & Dillon.

## Soorten
Oihus omvat de volgende soorten:
- Oihus dilloni Franz, 1953
- Oihus insignius Dillon & Dillon, 1952
- Oihus taeniatus Dillon & Dillon, 1952